# N.J. Fjord
Niels Johannes Fjord (født 27. april 1825 på Holmsland, død 4. januar 1891 på Frederiksberg) var en dansk landøkonomisk forsøgsleder og skolemand, professor ved Den Kongelige Veterinær- og Landbohøjskole. Han var en pionér på mejeribrugets område i anden halvdel af 1800-tallet.

## Uddannelse
Han blev født 27. april 1825 på den lille ø Holmsland i Ringkøbing Fjord, hvor hans fader, Jesper Nielsen Fjord, var kirkesanger og skolelærer i det ene af øens 2 sogne; hans moder hed Maren Jørgensdatter. Faderen var en oplyst og stræbsom mand, der af Landhusholdningsselskabet hædredes med et sølvbæger for sine heldige bestræbelser for at ophjælpe Holmsland, bl.a. ved at indføre dyrkningen af havesager i marken. I det tarvelige, men ikke fattige hjem voksede «den rare Johannes», som han kaldtes i sognet, op som en stille dreng, langsom til det legemlige arbejde, men hurtig til bogen, indtil han som konfirmeret, 14 år gammel, begyndte sin skolegerning som omgangslærer på den lille ø Stadilø nord for Holmsland. Denne stilling byttede han med en huslærerplads på en større gård nær Ringkøbing. Han var her 2 år og tog da hjem for at forberede sig til optagelse på seminariet. 18 år gammel kom han på Lyngby Seminarium ved Grenå, hvorfra han efter 2 års forløb blev dimitteret med karakteren «udmærket duelig» (1845). skolegerningen fortsattes da, først 2 år i Varde, senere – til 1855 – i Århus. virksomheden ved Borgerskolen her afbrødes ved Fjords deltagelse i krigen; han avancerede til kommandersergent, og lysten vågnede til at komme ind på Officersskolen for at fortsætte på den militære løbebane. Men dette var mod faderens vilje, og han vendte da tilbage til sin skole i Århus.
Her var det nu, at Fjord traf den første af de to mænd, P.P. Freuchen og Edward Tesdorpf, der fik afgørende betydning for hans liv. Freuchen, dengang overskoledirektør, blev opmærksom på den dygtige lærer, der i sine fritimer med flid og talent dyrkede naturvidenskaberne. Det lykkedes Freuchen at overvinde Fjords betænkeligheder ved at læse videre: Hans embede i Århus skulle stå åbent efter ham i 2 år, og der blev stillet ham i udsigt en lærerplads ved den under opførelse værende Landbohøjskole. Men hvad der slog hovedet på sømmet, var, at en yngre, lovende broder skulle forlade latinskolen i Århus for at studere i København. Fjord besluttede sig da til at følge broderen og D.G. Monrads opfordring, han rejste til København, hvor han 1856 tog adgangseksamen til Polyteknisk Læreanstalt og 1858 en partiel eksamen i matematik, fysik, kemi og tegning. Straks efter ansattes han ved den samme år åbnede Landbohøjskole som lærer i fysik og matematik.
Disse år, slutningen af halvtredserne, var også på andre måder bevægede år for Fjord. Først ramte sorgen ham, broderen døde (1857), og den seje vestjyde var ved at bukke under. Han skrev hjem: "Min Stolthed og Glæde, for hvem jeg har levet og arbejdet nu i 8 Aar, ligger bleg og kold for mig; jeg vilde gerne arbejde 8 Gange 8 Aar til, når jeg blot kunde faa ham igjen." Men hans sunde natur og hans arbejdslyst hjalp også her, og 2 år efter, 12. august 1859, ægtede han Hansine Christine Magdalene Claudewitz, en datter af den københavnske sadelmagermester Claudewitz, i hvis gamle, solide hjem de to brødre havde boet.

## Ansættelse ved Landbohøjskolen
Som docent i fysik kom Fjord efterhånden – dels for at klare sygdomsfaren ved trikiner, dels for at kunne give råd med hensyn til en mere økonomisk kogning i husholdningerne – til at beskæftige sig med spørgsmål som kogning i hø, kogning i dampkogekedler og i store indmurede kedler. Derved ledtes han allerede i 1870'ernes begyndelse til at eksperimentere med brugen af damp med lav spænding i mælkerierne, særlig til opbevaring af ostemælken, hvad der førte til konstruktionen af «Docent Fjords dampgryde». Som docent ledede Fjord også, indtil Meteorologisk Institut trådte i virksomhed 1. april 1873, de meteorologiske observationer på Landbohøjskolen og på de af Landhusholdningsselskabet i sommeren 1860 og senere oprettede stationer omkring på landet. Fjords første forsøg tiltrak sig straks en del opmærksomhed, og fx dampgryden blev i få år anskaffet til mange mælkerier. Endnu var hans navn dog kun kendt af en snævrere kreds, og den virksomhed, der skulle gøre det anset langt ud over Danmarks grænser, var ikke begyndt. Det var daværende etatsråd Tesdorpf, der 1874 gav stødet til den. Da vand- og ismælkerierne i 1870'ernes begyndelse vandt udbredelse, anmodede han Fjord om at anstille forsøg over isens indsamling og opbevaring, og Fjord blev da herved ledet ind på den forsøgsrække, der har fået stor betydning for, nær sagt, ethvert land, i hvilket mælkeribruget har nået nogen udvikling. Det var altså med opbevaring af is og sne, at forsøgene begyndte, men led kæder sig til led i forsøgsrækken, der ved Fjords død har nået et omfang, som ingen, heller ikke Fjord selv, anede ved dens begyndelse. Efter opbevaringen blev isens økonomiske anvendelse i mælkerierne undersøgt, og der anstilledes (1876-77) sammenlignende forsøg over langsommere og hurtigere afkøling, forsøg, der væsentlig have reduceret forbruget af mælk til hvert pund smør. Og da centrifugerne kom frem, inddroges de under forsøgene, de vigtigste regler for deres benyttelse fastsloges, og sammenligninger foretoges mellem renskumning og smørudbytte ved de forskellige systemer: Centrifuge, is, vand, bøtter samt kærning af mælk (1878-83).

## Banebrydende forsøg med mælk, smør mm.
Forsøgene over kontrol af mælk i fællesmælkerierne førte bl.a. til, at den af Fjord konstruerede kontrolcentrifuge fik en sådan form, at den kunne benyttes i fællesmælkerierne til bestemmelse af fedmen af den enkelte leverandørs mælk. Fra produktionen gik undersøgelserne over til at omfatte forsendelsen af smør med og uden afkøling på jernbaner og i dampskibe. Og fra 1883-84 optoges sammenlignende forsøg angående vigtige fysiologiske spørgsmål i stor stil ude i praksis – først var det forsøg med centrifugeskummet mælk som foder for kalve og grise, dernæst fodringsforsøg med svin, navnlig over forholdet mellem foderværdi af skummet mælk og valle samt mellem korn, mælk og valle, fremdeles fodringsforsøg med malkekøer for at bestemme roernes foderværdi i sammenligning med kraftfoder, atter forsøg med svin angående foderværdien af korn og oliekager og med svin af forskellige racer, og i 1889 og 1890 til dels udvidede gentagelser både for svins og køers vedkommende. Endelig kommer hertil de i 1889 begyndte vekslende smørudstillinger, gennem hvilke man vil søge tilvejebragt klarhed over mange af de forhold, der spille en så stor rolle med hensyn til smørrets finhed og holdbarhed, samt de omfattende kærningsforsøg af pasteuriseret mælk og fløde, støttede til bakteriologiske undersøgelser, som påbegyndtes 1888. Efterhånden som de mange forsøgsrækker kunne betragtes som afsluttede, blev resultaterne offentliggjort som Beretninger, af hvilke der ved Fjords død forelå 30; først fremkom de i reglen som foredrag i Landhusholdningsselskabet, hvorefter de bragtes i boghandelen.
Fjord var skikket som få til at lede denne store virksomhed. Det provinsielle særpræg trådte stærkt frem hos ham, han bevarede hjemstavnens karakteristiske, brede, åbne mål livet igennem, og vestjydens sejhed, djærvhed og tørre lune forlod ham aldrig. Med sit lyse sind forbandt han en vilje, der overvandt enhver hindring. Det var, som om han fra sin første virksomhed på marken og i den friske luft medbragte et fond for hele livet af den jævne mands sunde fornuft. Han forstod i eminent grad netop at tage fat på det, der havde Interesse for Landmandens virksomhed, ædruelig at begrænse opgaverne, at stille spørgsmålene koncist og klart og lægge de vundne resultater frem således, at de blev hvermandseje. Hans fremgangsmåde var i virkeligheden ny og banebrydende, på en hjemme som ude hidtil ukendt måde har han rykket praksis og teori, den daglige virksomhed og videnskaben på livet af hinanden: den langt overvejende mængde af forsøgene er anstillet ude i praksis, i landmændenes ishuse, mælkerier og stalde, og derfor har de også hurtig kunnet finde direkte anvendelse i praksis. Det er i reglen kun de videnskabelige undersøgelser og bedømmelserne af smør, ost mm., der er foretaget i København. I begyndelsen foretoges de fysiske undersøgelser på Landbohøjskolen og de kemiske analyser i professor Steins Laboratorium. Først i finansåret 1882-83 opførtes på Landbohøjskolens mark ved Rolighedsvej (for 122.000 kr.) «Den kgl. Veterinær- og Landbohøjskoles Laboratorium for landøkonomiske Forsøg», der må betragtes som centralstation for det hele system af bevægelige forsøgsstationer. Fjord var stadig den egentlige leder af den hele kombinerede forsøgsvirksomhed, og for at kunne anvende den mest mulige tid derpå fik han bolig på laboratoriet og blev efterhånden frigjort for sine forpligtelser til at holde forelæsninger over fysik.

## International berømmelse
Ikke blot her hjemme, men også i udlandet fulgte man Fjords forsøg med levende interesse. Når de danske landbrugsblade i den ene uge havde refereret de fjordske forsøgsresultater, læste man i den næstfølgende uge referaterne på norsk og svensk, på tysk, fransk og engelsk. At forsøgene gav talrige og store resultater, det skyldtes naturlig først Fjords klare blik på de praktiske forhold, men dernæst også hans enestående evne til at få folk til at arbejde sammen. Over landet fik han spændt et forsøgsnet, der omfattede herregårde, slagterier, fælles- og andelsmælkerier, og ved de vekslende smørudstillinger fik han fx smørhandlerne og mælkerikonsulenterne til at arbejde sammen med 400 mælkerier til gensidig belæren. Og ikke blot vidste han at få hver enkelt til at udføre sin del af arbejdet, men han forstod også at knytte hver enkelt personlig til sig. Det at arbejde sammen med Fjord var ensbetydende med at komme til at holde af ham; uvilkårlig måtte man beundre den uegennyttighed og djærvhed, den ligefremme venlighed mod store og små, der aldrig forlod ham til trods for, at han efterhånden var bleven en «fin» mand.
Fjord bar nemlig ikke blot Kommandørkorset (siden 1888) og var Dannebrogsmand (siden 1879), men han var 1883 valgt, som professor Bendt Søborg Jørgensens efterfølger, til præsident i Landhusholdningsselskabet, med lensgreve Christian Danneskiold-Samsøe til sin ene side og gehejmekonferensråd Edward Tesdorpf til sin anden. Som den af præsidenterne, der var bosat i hovedstaden, fik Fjord et meget betydeligt arbejde at udføre med selskabets daglige virksomhed, de løbende forretninger, ligesom han i de senere år var den, der holdt de fleste foredrag ved selskabets møder.
En sårfeber, efter en operation for brokskade, endte pludselig det virksomme liv 4. januar 1891. Han er begravet på Solbjerg Parkkirkegård, hvor hans gravsted ses i juni 2011 med betegnelsen: "Hjemfalden". N.J. Fjords Allé på Frederiksberg og N.J. Fjords Gade i Århus er opkaldt efter ham. Derudover er der også en N.J. Fjordsvej få hundrede meter fra hans fødehjem i Gammelsogn på Holmsland
1892 afsløredes en af Aksel Hansen modelleret statue foran Forsøgslaboratoriet på Frederiksberg. I nærheden af Fjords fødested Gammelsogns Skole på Holmsland er der 1895 på en lille høj ved vejen ud for kirken rejst et mindesmærke, der består af to granitsten med en af Rasmus Andersen udført portrætmedaljon. Der findes en buste på Ladelund Landbrugsskole. Portrætmaske af Anders Bundgaard på Christiansborg. Litografi af Peter Gemzøe 1868 efter fotografi, træsnit af H.P. Hansen bl.a. 1885 samt et litografi 1892 af Harald Jensen.